# 仁慈霸權
仁慈霸權（英語：Benevolent Hegemony），是一種植根於美國例外論和文化帝國主義的理論，仁慈霸權被普遍用來詮釋美國這個超級大國在蘇聯解體後，對世界秩序的一種管治模式。一些學者會把「美國治下的和平」和仁慈霸權連繫在一起。
在蘇聯解體後，以美國、歐洲盟友為核心的單極世界決定了全球秩序的制定，並構成了一個多邊、開放、互惠的國際政治、經濟體系。仁慈霸權的支持者認為美國「致力於全人類自由和自由的原則」，負責制定國際上公共財的公平分配，傳播尊嚴、法治、正義、平等、不歧視和全球化的普世價值，並對世界上其他國家採取「仁慈而非掠奪性」（胡蘿蔔加大棒）的手段，以經濟誘因和多邊協商來主導國際秩序。
然而，自從美國開始深陷財政和政治的泥濘後，第45、47任總統特朗普選擇向全球打起第一屆任期關稅戰、第二屆任期關稅戰來轉移成本、退出大量國際組織和多邊協定來逃避國際義務、裁撤癱瘓負責對外援助的美國國際開發署、並威脅北約盟友大幅增加軍費開支和分擔駐軍成本。而第46任總統拜登上任後，其國務卿布林肯公開說出「在國際體系中，如果你不坐在餐桌上，你就會出現在菜單上」（If you are not at the table in the international system, you are going to be on the menu），這些都被視為美國從仁慈霸權逐漸轉向現實主義的跡象。